# Tardets-Sorholus
Tardets-Sorholus – miejscowość i gmina we Francji, w regionie Nowa Akwitania, w departamencie Pireneje Atlantyckie.
Według danych na rok 1990 gminę zamieszkiwały 704 osoby, a gęstość zaludnienia wynosiła 47 osób/km² (wśród 2290 gmin Akwitanii Tardets-Sorholus plasuje się na 575. miejscu pod względem liczby ludności, natomiast pod względem powierzchni na miejscu 760.).